# Как зажигать
«Как зажигать» (англ. How to Rock) — телевизионный американский ситком, премьера которого состоялась в феврале 2012. Главную роль играет Симфоник Миллер. Сюжет основан на книжной серии писательницы Мэг Хэстон «Как зажигать» в которую входят две книги «Как зажигать, или скобы и очки» и «Как зажигать: Расставания и макияж». Сериал создал Джим О’Доэрти. Премьера в России была назначена на октябрь 2012 года. Телесериал стартовал на Nickelodeon 2 декабря 2013 года.

## Сюжет
Сюжет сходится на одной девочке Кейси Саймон, которая потеряла репутацию и покинула модную группу, из-за того что ей пришло носить брекеты и очки. Но она не стала отчаиваться, и попросила о помощи Зендера, теперь она попадает в группу — «Gravity 4». Подруги Кейси услышали, как она поёт, и поняли, что им нужен её голос и только. Кейсии переходит обратно в свою бывшую группу. Но услышав разговор подруг понимает, что они лишь пользуются ей. Она возвращается обратно в «Gravity 4», и все с радостью её принимают. Так как участников этой группы прибавилось, группу решили назвать «Gravity 5»

## В ролях
- Кейси Саймон — главная героиня сериала. Школьница, мечтающая о славе и популярности со своей группой. Солистка группы «Gravity 5», бывшая участница группы «Идолы». Молли и Грейс предали её, как только Кейси пришлось надеть очки и брекеты, но она нашла новых верных друзей в Gravity 5, которым абсолютно все равно, как она выглядит. Это повлияло и на саму Кейси, злая и самовлюблённая королева превратилась в добрую девушку, которая всегда придёт на помощь друзьям. И теперь она снова готова к выступлению.
- Молли Гарфанкел — молли новая королева «Идолов». Она как и Кейси очень популярная, красивая и не плохо поёт. Молли всеми силами старается разгромить Кейси, но несмотря на это она не плохо относится к Зендеру, Кевину и Нельсону. С начало Молли, конечно, кажется просто эгоистичной и тщеславной стервой, но на самом деле она хороший друг.
- Зендер Роббинс — новый ученик в школе и одновременно гитарист в «Gravity 5». Именно он пригласил Кейси солисткой в их группу. Зендер спокоен, красив и возможно немного самолюбив, но он очень добрый, веселый и всегда придёт на помощь своим друзьям.
- Стиви Баскара — состоит в группе Gravity 5, играет на басу, так же капитан команды по баскетболу. Она умна, справедлива, прямолинейна, спокойна. Парни уважают её за твёрдый характер, и даже немного побаиваются. Стиви выросла с четырьмя братьями, поэтому многие считают её настоящей пацанкой. Она отличный друг и нередко помогает ребятам с проблемами.
- Грэйс Кинг — подруга Молли, так же состоит в группе «Идолы» Хоть она и пытается быть похожей на Молли, но у неё совсем не получается быть злой. Она очень наивная, милая и немного глупенькая. Неплохо поёт.
- Нельсон Бакстер — клавишник и диджей в «Gravity 5». Так же состоит в научно-фантастическом клубе. Лучший друг Кевина. Нельсон робкий с девушками и очень долго решается пригласить кого-нибудь на свидание. Немного неуклюжий. Тайно влюблен в Грейс. Вместе с Кевином очень сильно увлечен игрой «Разъярённые голуби».
- Кевин Рид — барабанщик в Gravity 5. Когда он пытается заговорить с девочками, то всегда падает в обморок. Очень робкий и неуклюжий, как его друг Нельсон. Заядлый игрок в видеоигру «Разъярённые голуби».

## Русский дубляж
Сериал был озвучен на студии «SDI-Media» на Украине в 2012—2013 годах.
- Екатерина Брайковская — Кейси Саймон
- Дмитрий Сова — Зендер Роббинс
- Евгений Локтионов — Нельсон Бакстер
- Марина Локтионова — Молли Гарфанкел

## Эпизоды
| №  | Название                                                                             | Режиссёр           | Автор сценария                        | Дата премьеры    | Произв. код | Зрители в США (млн) |
| -- | ------------------------------------------------------------------------------------ | ------------------ | ------------------------------------- | ---------------- | ----------- | ------------------- |
| 1  | «How to Rock Braces and Glasses» «Как зажигать в очках и брекетах»                   | Эрик Дин Ситон     | Джим О’Доэрти                         | 4 февраля 2012   | 101         | 3.3                 |
| 2  | «How to Rock a Messy Bet» «Как зажигать на уборке»                                   | Роджер Кристиансен | Нина Баргиль                          | 4 февраля 2012   | 105         | 3.2                 |
| 3  | «How to Rock a Guest List» «Как зажигать на вечеринке»                               | Рич Коррелл        | Билл Мартин, Майк Шифф                | 11 февраля 2012  | 106         | 2.9                 |
| 4  | «How to Rock a Statue» «Как зажигать статуей»                                        | Рич Коррелл        | Эрика Спейтс, Сэм Литтенберг-Вайсберг | 18 февраля 2012  | 107         | 2.6                 |
| 5  | «How to Rock a Music Video» «Как зажигать в музыкальном видео»                       | Роджер Кристиансен | Ямара Тейлор, Лина Уэйт               | 25 февраля 2012  | 104         | 2.7                 |
| 6  | «How to Rock an Election (How to Rock with Big Time Rush)» «Как зажигать на выборах» | Адам Вайсман       | Билл Мартин, Майк Шифф                | 3 марта 2012     | 114         | n/a                 |
| 7  | «How to Rock a Newscast» «Как зажигать в новостях»                                   | Дэвид ДеЛуис       | Билл Мартин, Майк Шифф                | 17 марта 2012    | 112         | n/a                 |
| 8  | «How to Rock a Prank» «Как зажигать в розыгрышах»                                    | Эрик Дин Ситон     | Ямара Тейлор, Лина Уэйт               | 24 марта 2012    | 108         | n/a                 |
| 9  | «How to Rock a Secret Agent» «Как зажигать секретному агенту»                        | Эрик Дин Ситон     | Дэвид Сакс                            | 31 марта 2012    | 103         | 4.4                 |
| 10 | «How to Rock a Lunch Table» «Как зажигать на обеденном столе»                        | Эрик Дин Ситон     | Стивен Джеймс Мейер                   | 7 апреля 2012    | 102         | 2.5                 |
| 11 | «How to Rock a Birthday Party» «Как зажигать на день рождения»                       | Шелдон Эппс        | Эрика Спейтс, Сэм Литтенберг-Вайсберг | 14 апреля 2012   | 111         | 2.6                 |
| 12 | «How to Rock a Part-Time Job» «Как зажигать на работе»                               | Эрик Дин Ситон     | Дэвид Сакс                            | 21 апреля 2012   | 109         | n/a                 |
| 13 | «How to Rock Halloween» «Как зажигать на хеллоуин»                                   | Рич Коррелл        | Нина Баргиль                          | 28 апреля 2012   | 116         | 2.3                 |
| 14 | «How to Rock a Basketball Team» «Как зажигать в баскетбольной команде»               | Адам Вайсман       | Нина Баргиль                          | 5 мая 2012       | 113         | 2.0                 |
| 15 | «How to Rock a Love Song» «Как зажигать любовную песню»                              | Шон Ламберт        | Дэвид Сакс                            | 30 июня 2012     | 115         | 2.8                 |
| 16 | «How to Rock Cee Lo» «Как зажигать с Си Лу»                                          | Эрик Дин Ситон     | Дэвид М. Израэл                       | 18 августа 2012  | 123-124     | 2.1                 |
| 17 | «How to Rock a Singing Telegram» «Как зажигать в поющей телеграмме»                  | Адам Вайсман       | Дэвид Сакс                            | 22 сентября 2012 | 125         | 2.0                 |
| 18 | «How to Rock a Yearbook» «Как зажигать на ежегоднике»                                | Роджер Кристиансен | Дэвид Сакс                            | 29 сентября 2012 | 118         | 1.9                 |
| 19 | «How to Rock High School Sensation» «Как зажигать на сенсации школы»                 | Шелдон Эппс        | Нина Баргиль                          | 13 октября 2012  | 119         | 2.0                 |
| 20 | «How to Rock a Good Deed» «Как зажигать на благодеяние»                              | Дэвид ДеЛуис       | Билл Мартин, Майк Шифф                | 20 октября 2012  | 120         | 2.1                 |
| 21 | «How to Rock Camping» «Как зажигать в походе»                                        | Шеннон Флинн       | Эрика Спейтс, Сэм Литтенберг-Вайсберг | 27 октября 2012  | 121         | 1.7                 |
| 22 | «How to Rock a Fashion Victim» «Как зажигать модным»                                 | Шон Ламберт        | Билл Мартин, Майк Шифф                | 3 ноября 2012    | 122         | 1.9                 |
| 23 | «How to Rock a Uniform» «Как зажигать в униформе»                                    | Шеннон Флинн       | Билл Мартин, Майк Шифф                | 10 ноября 2012   | 117         | 1.8                 |
| 24 | «How to Rock a Tennis Ball» «Как зажигать теннисный мяч»                             | Шелдон Эппс        | Дэвид Сакс                            | 1 декабря 2012   | 126         | 1.6                 |
| 25 | «How to Rock Christmas» «Как зажигать на рождество»                                  | Нил Израэл         | Эрика Спейтс, Сэм Литтенберг-Вайсберг | 8 декабря 2012   | 110         | 1.6                 |